# Mariah Carey and The Arthur Doyle Hand Cream
«Mariah Carey and the Arthur Doyle Hand Cream» es una canción de la banda Sonic Youth, y un sencillo split junto con la banda Erase Errata, publicado en 2003 por el sello Narnack Records. Es el primero de los dos sencillos del álbum Sonic Nurse, donde el título de la canción, aquí llamada así en tributo a la cantante Mariah Carey, cambia por el nombre del integrante de la banda, Kim Gordon, quedando como Kim Gordon and the Arthur Doyle Hand Cream.
El título alude también a Arthur Doyle, un jazzista estadounidense.

## Lista de canciones
| N.º | Título                                                           | Duración |  |
| 1.  | «Mariah Carey and the Arthur Doyle Hand Cream» (por Sonic Youth) |          |  |
| 2.  | «Glitter» (por Erase Errata)                                     |          |  |